# Прлаинович, Андрия
А́ндрия Прлаи́нович (серб. Андрија Прлаиновић / Andrija Prlainović, 28 апреля 1987, Дубровник) — сербский ватерполист, подвижный нападающий ватерпольного клуба «Марсель» и сборной Сербии. Двукратный чемпион (2009, 2015) и обладатель Кубка мира (2006, 2010), четырёхкратный чемпион Европы, чемпион мира среди юниоров (2005), чемпион Европы среди юниоров (2004, 2006). Олимпийский чемпион (2016), бронзовый медалист Олимпийских игр 2008 в Пекине и Олимпийских игр 2012 в Лондоне. Единственный игрок в истории, выигрывавший Лигу чемпионов с четырьмя разными клубами. Провёл 321 матч за сборную и забил 519 голов.

## Достижения
Клубные
- Чемпион Сербии и Черногории: 2003/04, 2004/05, 2005/06
- Обладатель Кубка Сербии и Черногории: 2003/04, 2004/05, 2005/06
- Чемпион Сербии: 2006/07, 2007/08, 2008/09, 2009/10, 2010/11, 2012/13, 2013/14
- Обладатель Кубка Сербии: 2006/07, 2007/08, 2008/09, 2009/10, 2010/11, 2012/13, 2013/14
- Чемпион Италии: 2011/12, 2014/15, 2015/16
- Обладатель Кубка Италии: 2010/11, 2014/15, 2015/16
- Чемпион Венгрии: 2016/17
- Обладатель Кубка Венгрии: 2017/18
- Чемпион Франции: 2020/21
- Победитель Евролиги / Лиги чемпионов ЛЕН: 2010/11, 2011/12, 2012/13, 2014/15, 2016/17
- Обладатель Суперкубка ЛЕН: 2012, 2013, 2015, 2017
- Победитель Адриатической лиги: 2011/12
- Победитель Евро Интерлиги: 2009/10, 2010/11

Личные
- Лучший молодой спортсмен 2005 года по версии Олимпийского комитета Черногории
- Лучший бомбардир летних Олимпийских игр 2012 года (22 мяча в 8 матчах)
- Лучший спортсмен 2012 года по версии Олимпийского комитета Сербии
- Лучший спортсмен общества «Црвена звезда» 2013 года
- MVP чемпионата мира 2015 года и чемпионата Европы 2016 года